# Babajurang
Babajurang is een bestuurslaag in het regentschap Majalengka van de provincie West-Java, Indonesië. Babajurang telt 885 inwoners (volkstelling 2010).